# 中山照守
中山 照守（なかやま てるもり、元亀元年（1570年） - 寛永11年1月23日（1634年2月20日）） は、安土桃山時代から江戸時代初期にかけての武将、江戸幕府旗本寄合。中山家範の嫡男。諱は家守とも。通称は助六郎、勘解由。弟に水戸藩附家老の中山信吉。子に中山直定、中山直範、中山重良。
初め父家範とともに北条氏照に仕えた。天正18年（1590年）小田原征伐における八王子城の戦いで父は討ち死にしたため、照守は武蔵加治に潜伏していたが、同年8月、父の最期に感銘した徳川家康に弟・中山信吉とともに召抱えられ、300石を与えられて徳川秀忠の使番に任じられる。
慶長5年（1600年）、秀忠の軍に従い、上田合戦にて上田七本槍に数えられる働きをするが、軍律違反であり叱責を受け、真田信之お預けとなって上野吾妻郡に閑居するが、翌年に許され本領を安堵される。照守は高麗八条流馬術の使い手であったため、秀忠に馬術を教授し、のちに3代将軍徳川家光にも手ほどきしている。慶長14年（1614年）、大坂の陣では子の直定とともに参戦し、得意の馬術で戦功を挙げて500石を加増された。後に1000石加増され、目付に転じられて寛永3年4月に肥後国熊本に巡察として赴く。寛永9年（1632年）に鑓奉行となり、最終的に3500石の大身旗本となる。
寛永11年（1634年）に死去。享年65。家督は、嫡男の直定が継ぐ。墓所は、菩提寺の能仁寺。法名は無相院殿可山宗印大居士。